# Loulan
Loulan (xinès tradicional: 樓蘭, xinès simplificat: 楼兰, pinyin: Lóulán) és una antiga ciutat fundada al segle ii aC al nord-est del desert de Takla Makan. Loulan, també coneguda com a Kroran o Krorayina, fou un regne antic al llarg de la ruta de la Seda de la Xina a Xinjiang. A partir de l'any 77 fou coneguda com a Shanshan, encara que la ciutat a la part nord-occidental del llac Lop Nur retenia el nom de Loulan. Les ruïnes de ciutat de Loulan es troben a la riba occidental del Lop Nur, al comtat de Ruoqiang de la regió autònoma mongol de Bayin'gholin, ara completament submergida pel desert.
Dins de la ruta de la Seda, formava part d'un camí intermedi entre la ruta del nord i la del sud per esquivar el Takla Makan.

## Història
Una mòmia d'una dona de fa aproximadament 3.600 anys fou descoberta a Loulan el 1980, fet que indica que la regió fou habitada molt antigament.
La primera menció històrica de Loulan fou en una carta des de Chanyu dels xiongnu a l'emperador xinès el 126, en la qual es presumia d'haver conquerit els yuezhi, els wusun, Loulan i Hujie, "i tambe els vint-i-sis estats del costat". El 126, l'enviat xinès Zhang Qian descrivia Loulan com una ciutat enfortida prop del Lop Nur.
A causa de la seva posició estratègica en la ruta principal des de la Xina fins a l'oest, durant la dinastia Han, el seu control es disputava regularment entre el xinesos i el xiongnu fins al segle ii. Al segle iii fou un regne dependent de Shanshan.
Una colònia militar de 1.000 soldats s'hi establí el 260, comandats pel general xinès So Man. L'abandonaren el 330 a causa de la manca d'aigua del riu Tarim. La guarnició militar es desplaçà 50 km al sud, a Haitou. El fort de Yingpan, al nord-oest, romangué sota control xinès fins a la dinastia Tang.